# Delta Phoenicis
Delta Phoenicis (δ Phoenicis) é uma estrela na constelação de Phoenix. Tem uma magnitude aparente visual de 3,94, sendo visível a olho nu em locais sem muita poluição luminosa. Com base em medições de paralaxe, está a uma distância de 143 anos-luz (44 parsecs) da Terra. Um componente do disco fino da Via Láctea, possui uma velocidade espacial, em relação ao sistema local de repouso, de (U, V, W) = (−32, 20, 7) km/s.
Esta é uma estrela gigante de classe G com um tipo espectral de G8.5IIIb. É uma estrela do red clump, o que significa que está gerando energia pela fusão de hélio no núcleo. Seu diâmetro angular medido pelo VLTI, após correções de escurecimento de bordo, é de 2,301 ± 0,021 milissegundos de arco. Considerando a distância da estrela, esse valor corresponde a um tamanho físico de 10,8 vezes o raio solar. Delta Phoenicis está irradiando 55 vezes a luminosidade solar de sua fotosfera a uma temperatura efetiva de 4 790 K. Sua metalicidade é inferior à solar, com uma abundância de ferro equivalente a metade da solar. Modelos de evolução estelar indicam que suas propriedades são consistentes com uma massa de 1,46 vezes a massa solar e uma idade de 2,5 bilhões de anos.
O catálogo de dados da sonda Gaia lista uma estrela com movimento próprio e distância praticamente iguais aos de Delta Phoenicis, indicando que pode ser uma companheira física. Essa estrela tem uma magnitude aparente de 13,6 (banda G) e está separada de Delta Phoenicis por 37,3 segundos de arco.